# August von Borries

August von Borries

August Friedrich Wilhelm von Borries (* 27. Januar 1852 in Niederbecksen (heute Bad Oeynhausen); † 14. Februar 1906 in Meran) war ein deutscher Ingenieur, der sich vor allem mit Entwicklungen im Lokomotivbau befasste.

## Leben

### Herkunft
August entstammte dem westfälisch-niedersächsischen Briefadelsgeschlecht Borries. Er war der älteste Sohn des preußischen Premierleutnants und Gutsbesitzers Friedrich von Borries (1815–1864) und dessen Ehefrau Auguste, geborene Abendroth (1825–1867). Sein jüngerer Bruder Arthur (1853–1923) war sächsisch-altenburgischer Staatsminister.

### Karriere

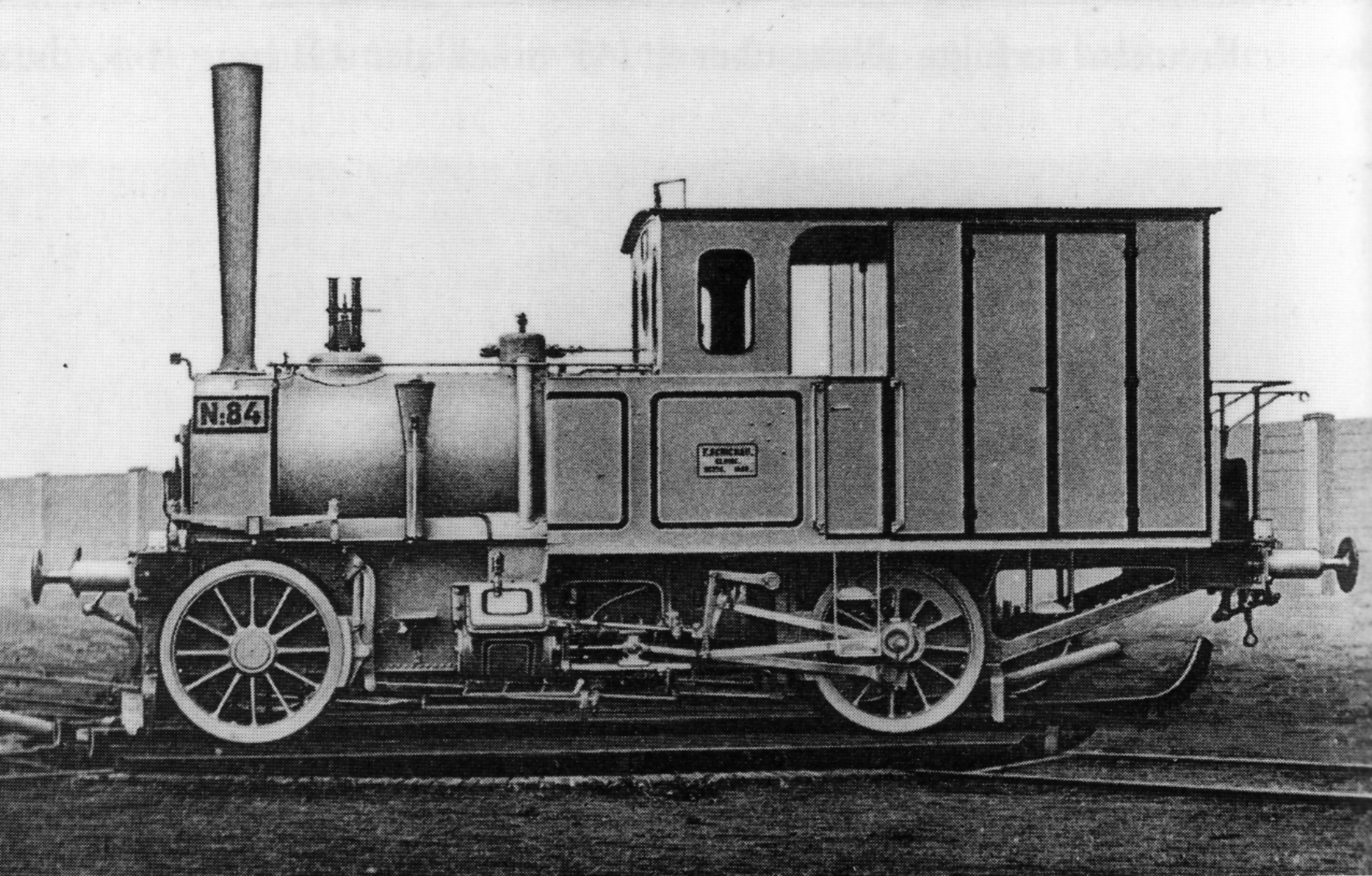
Omnibustenderlokomotive preußische Gattung T 0, erste Anwendung des Verbundtriebwerks in Deutschland

Borries war von 1870 bis 1873 Student am Königliche Gewerbe-Institut in Berlin-Charlottenburg. Nach einjähriger Tätigkeit bei der Bergisch-Märkischen Eisenbahn-Gesellschaft trat er 1875 in den Dienst der Direktion Hannover der Preußischen Staatseisenbahnen (KPEV) ein. Nach Tätigkeit als Vorstand der Werkstatt in Lingen wurde er 1881 zum Leiter des maschinentechnischen Konstruktionsbüros ernannt. 1885 übertrug man Borries die Leitung der Werkstätte in Leinhausen in der Eigenschaft eines Maschineninspektors. 1888 schließlich beförderte man ihn zum Vorsteher des maschinentechnischen Büros der Eisenbahndirektion Hannover. Als erster Maschinentechniker in Preußen wurde Borries 1894 schließlich zum Regierungs- und Baurat ernannt. Im Rahmen seiner Tätigkeit bei der KPEV erwarb er sich besondere Verdienste um die Einführung des brennstoffsparenden Verbundtriebwerkes im Dampflokomotivbau, wie den 1880 erfolgten Bau der ersten beiden preußischen Verbundlokomotiven durch Schichau in Elbing (preußische Omnibuslokomotive Gattung T 0, Achsfolge 1 A n2vt).
Borries entwickelte den nach ihm benannten Einachsantrieb der Verbundlokomotive, bei dem im Gegensatz zum Zweiachsantrieb nach der Bauart „de Glehn“ die auf einer Querebene liegenden Hoch- und Niederdruckzylinder auf eine gemeinsame Kropfachse wirken. Ein bekanntes und erhaltenes Beispiel für diese Triebwerksanordnung ist beispielsweise die bayerische S 2/6. Ferner entwickelte Borries die bei Verbundlokomotiven erforderlichen zumindest manuell zu betätigenden Anfahrvorrichtungen, mit denen zwecks sicheren Anfahrens der Maschine durch das Zuleiten von Frischdampf unmittelbar zu den Niederdruckzylindern die Verbundwirkung aufgehoben werden kann, weiter. Er schuf auch selbsttätig wirkende Anfahrvorrichtungen (Wechselventile). Diese fanden nicht nur in Deutschland, sondern auch in anderen Staaten häufig Verwendung. Im Jahre 1902 beendete er seine Tätigkeit bei der Preußischen Staatsbahn und nahm eine Professur für Eisenbahnwesen an dem zur Technischen Hochschule Charlottenburg umgewandelten früheren Gewerbe-Institut an.
Des Weiteren gab Borries unter anderen ein Lehrbuch über den Lokomotivbau heraus.
Er war Ehrenritter des Johanniterordens und Premierleutnant der Landwehr a. D. Beim Verein Deutscher Ingenieure (VDI), dem er seit dem Jahr 1880 angehörte, hatte von Borries von 1899 bis zu seinem Tode das Amt des Kurators inne. Mehrmals war er Vorsitzender des VDI-Bezirksvereins Hannover.

### Familie
Borries heiratete am 19. Juni 1877 in Hannover Luise Rodewald (* 1856). Aus der Ehe gingen zwei Kinder hervor:
- Friedrich (* 1878), Marineschiffsbaumeister, Ehrenritter des Johanniterordens ⚭ 1912 Johanna Mercklin (1886–1913)
- Luise (* 1880) ⚭ 1902 Max Looff (1874–1954), deutscher Vizeadmiral und Militärschriftsteller

## Schriften
- Die Eisenbahn-Betriebsmittel. Theil 1: Die Lokomotiven. bearbeitet von August F. W. von Borries. Kreidel, Wiesbaden 1897 (Die Eisenbahn-Technik der Gegenwart, Band 1). Nachdruck: Bufe, München 1982.